# 岡本宗慶
岡本宗慶（?—1572年1月28日），日本戰國時代武將。下野國戰國大名宇都宮氏家臣。
岡本氏是芳賀氏的庶流。宗慶是法名，本名高昌。

## 生平
生年不詳。在宇都宮尚綱時期已經是宇都宮氏家臣，在廣綱時期成為第一家老，在宇都宮家中有很強影響力。主要負責與越後國的上杉謙信的外交，與謙信建立相當親密關係。晩年由兒子高永與謙信和小山秀綱進行外交。曾被任命支配栗島鄉，有向佐八氏送出的書狀留下。
因為甲相同盟結成，宇都宮氏重臣皆川俊宗感到危機並希望令宇都宮氏轉為親後北條氏，因此認為親上杉派的宗慶是障礙，於是俊宗在元龜3年（1572年）1月14日前往宇都宮城出仕後，在當晩殺害宗慶，並在翌日佔據宇都宮城（皆川俊宗之亂）。